# Mura di Lastra a Signa
Le mura di Lastra a Signa si trovano nell'omonimo comune nella provincia di Firenze.

## Storia
Un borgo fortificato anteriore all'XI secolo faceva parte dei possedimenti feudali dei Cadolingi di Fucecchio, passato poi ai Gangalandi, che lo tennero fino al XIII secolo. Per la sua posizione strategica sul corso dell'Arno, il borgo venne conquistato nel XIV secolo da Firenze, sicuramente prima del 1365, quando venne posto d'assedio dai Pisani.
Nel 1377 la cinta muraria venne rifatta, dotandola di una merlatura e numerose torri. I lavori vennero conclusi tra il 1400 e il 1403, quando la città divenne uno dei più forti avamposti contro Pisa.
Nel 1529 la cittadina oppose resistenza alle truppe imperiali diretti all'assedio di Firenze, ma venne presa e saccheggiata.
Durante la seconda guerra mondiale, durante l'occupazione militare tedesca dell'Italia, andò distrutta la porta Fiorentina a nord-est, e il portone di Baccio subì gravi danni causati dai bombardamenti Alleati, visibili dall'assenza del fronte interno del torrione della porta.

## Descrizione
La forma delle mura è un trapezio irregolare e vi si aprono tre porte: Fiorentina a sud-est (distrutta), Pisana a nord-ovest e il Portone di Baccio a sud-ovest. Molto ben conservati sono i tre lati nord-ovest, nord-est e sud-est, mentre quello a sud-ovest è quasi completamente scomparso. Delle torri originarie ne restano otto, tutte a base quadrata. In seguito, forse in occasione della consultazione chiesta a Filippo Brunelleschi nel 1424-1426, la cinta venne arricchita di un apparato difensivo a sporgere, senza caditoie, il primo di epoca tardogotica che sia conosciuto in Toscana. Alcune difformità sono attribuite a una costruzione in periodi diversi oppure all'affidamento contemporaneo di vari lotti a diverse maestranze, o ancora a ricostruzioni e restauri.
Le mura vennero edificate con bozze di pietra irregolari, con il classico aspetto esterno con scarpa, redondone, parete a piombo e beccatelli con archetti acuti in laterizio. La torre del tratto sud-est ha beccatelli triangolari ed una merlatura rifatta in epoca successiva. Nel tratto sud-ovest si vedono alcuni archetti a tutto sesto e il Portone di Baccio, privo di fronte interno. Il lato nord-ovest ha sempre archetti a tutto sesto ed è arricchito da tre torri e dalla Porta Pisana. Il lato nord-est è forse quello meglio conservato, sebbene il lato interno sia spesso nascosto da case costruite a ridosso; vi si trovano quattro torri e l'apparato a sporgere. La parte ovest delle mura è oggetto nel corso del 2020 di importanti lavori di restauro e riqualificazione.

## Galleria d'immagini

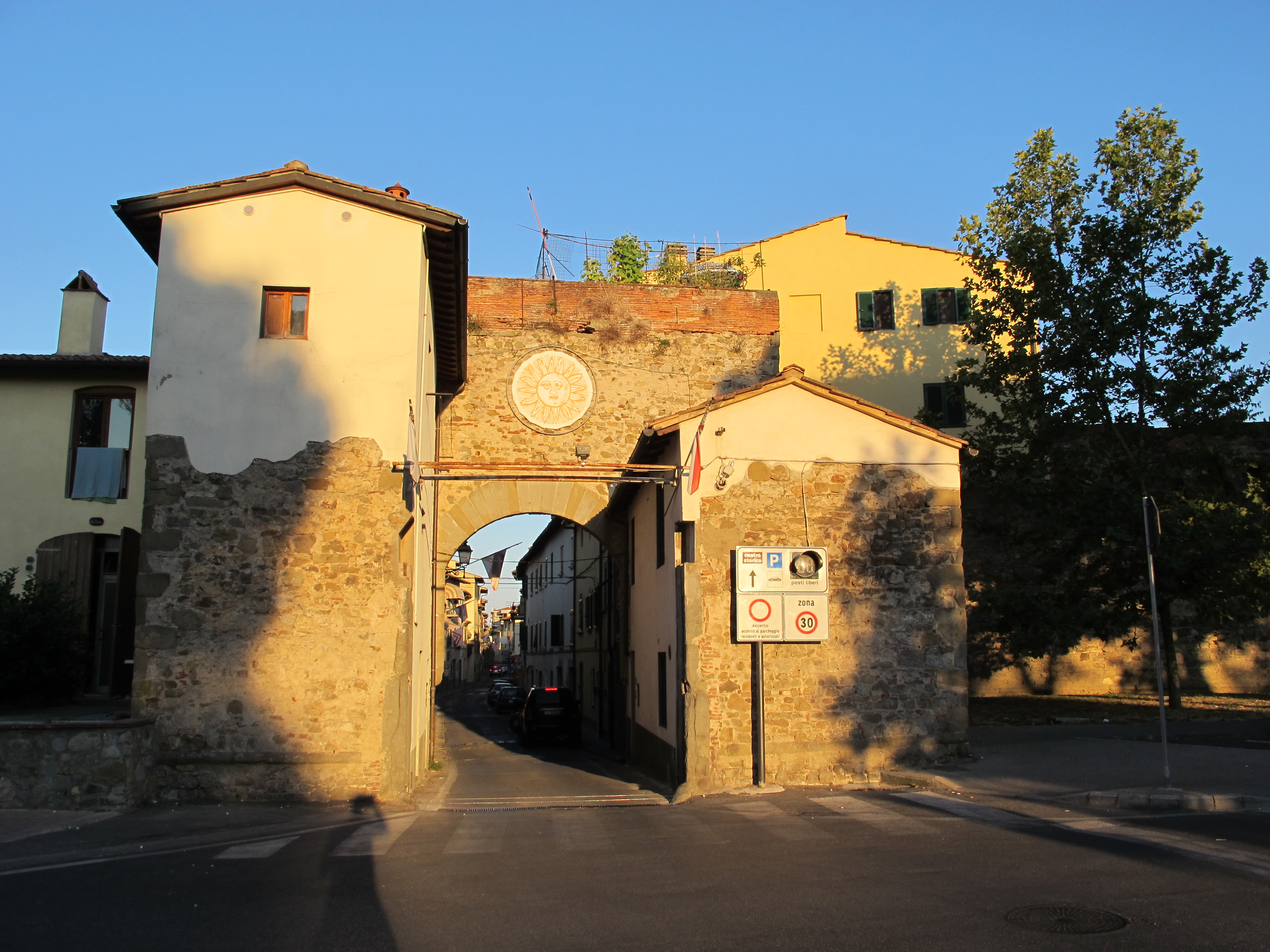
Porta Pisana
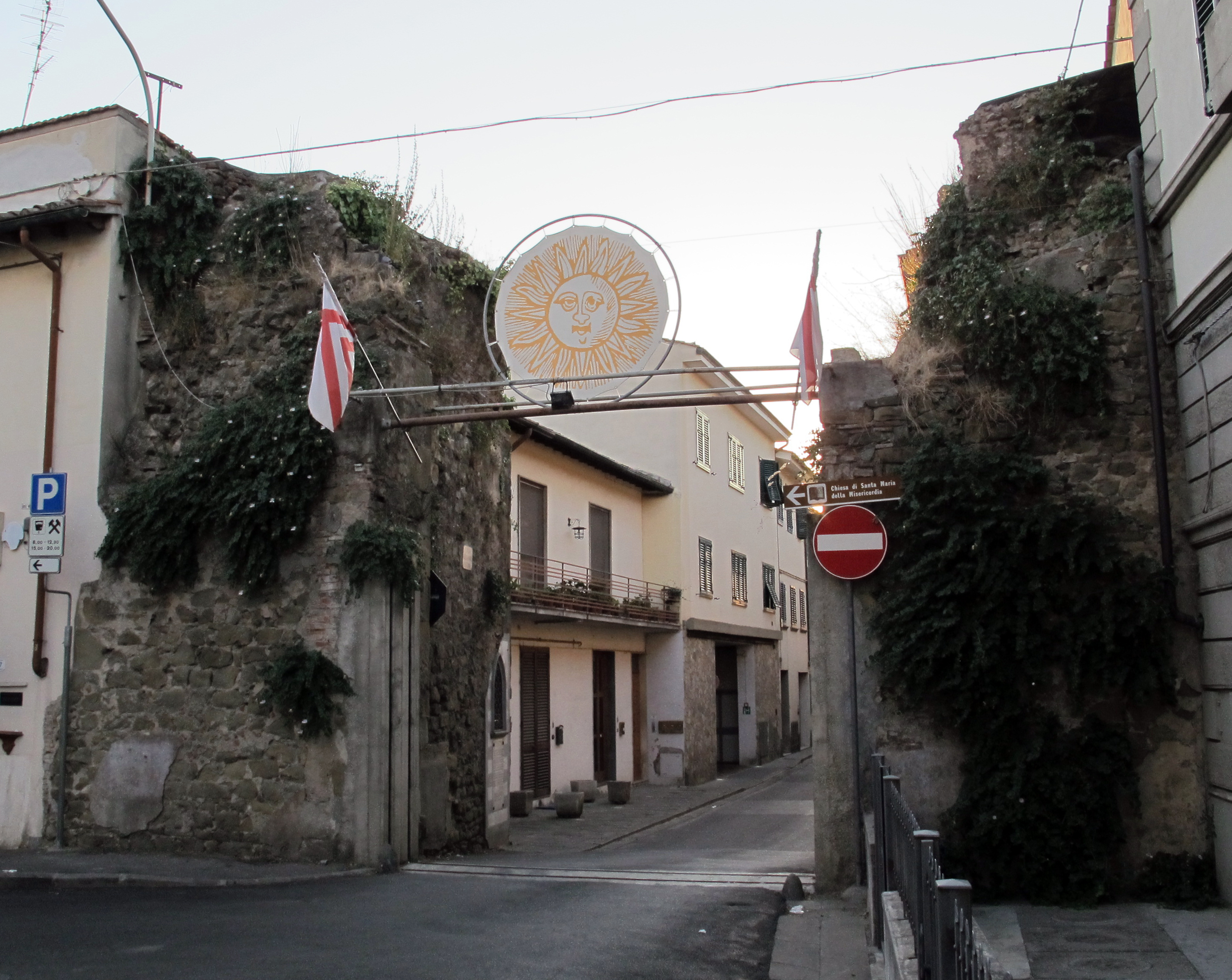
Porta Fiorentina (distrutta)
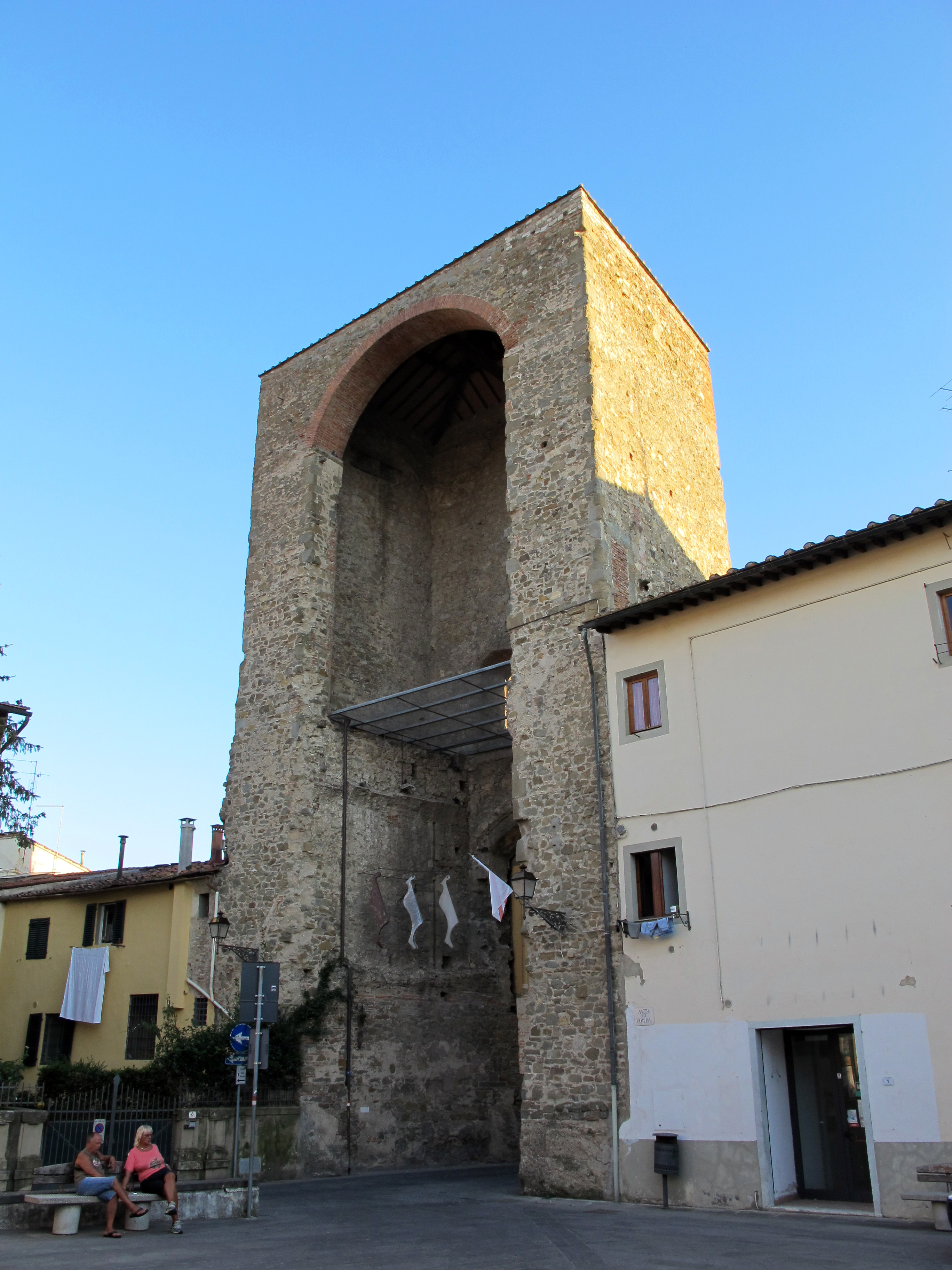
Portone di Baccio (interno)
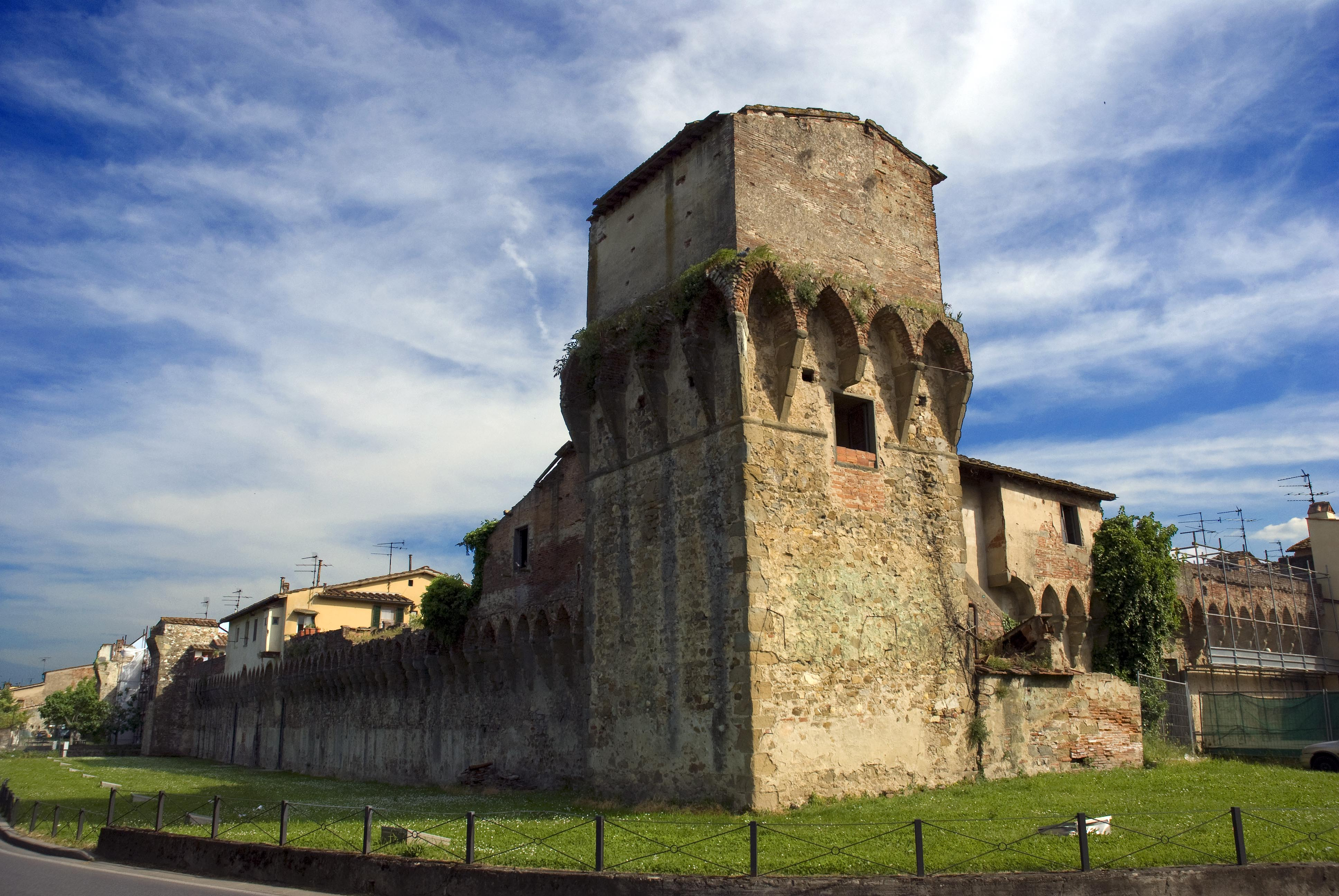
Torre d'angolo nord-ovest
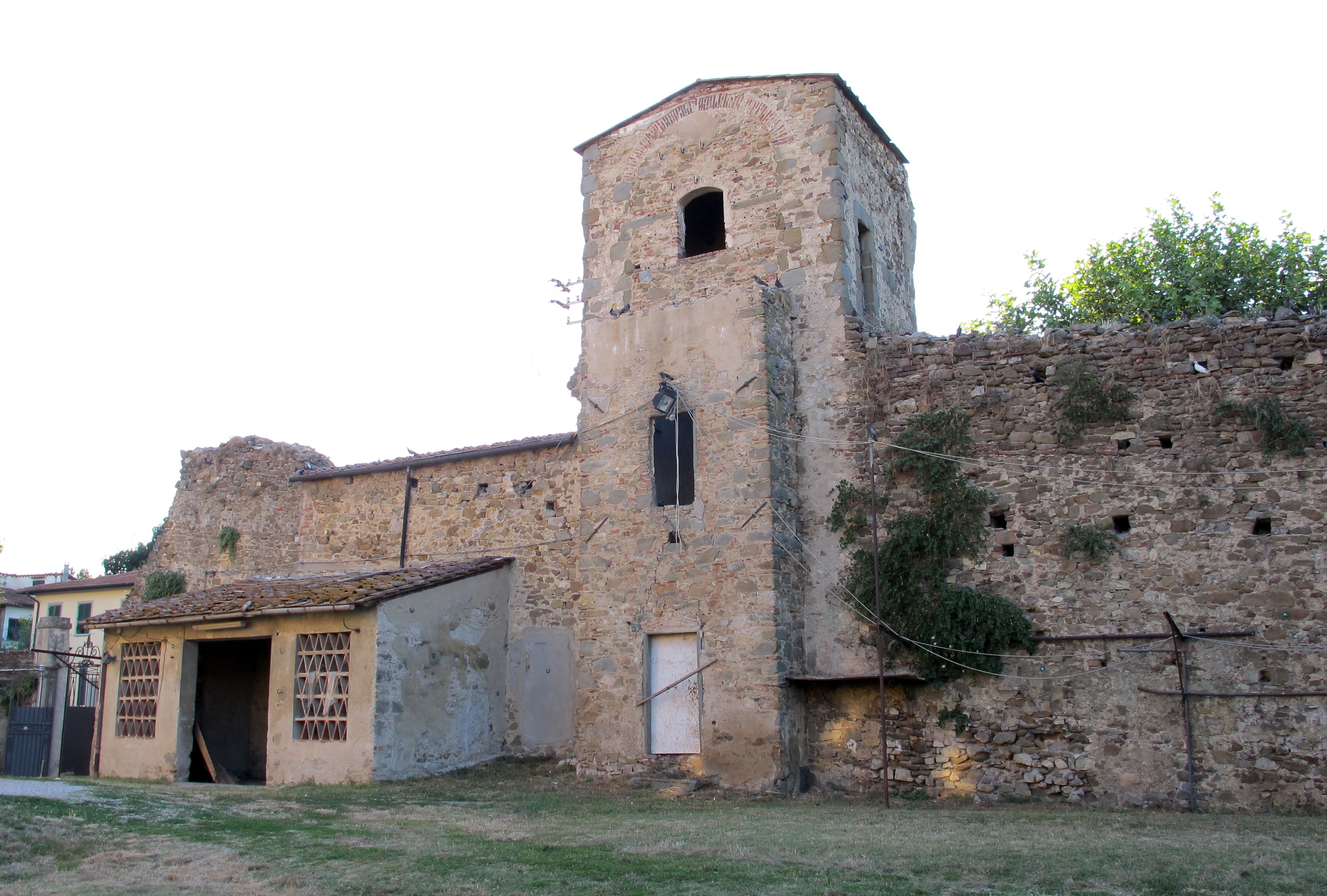
Torre Ovest
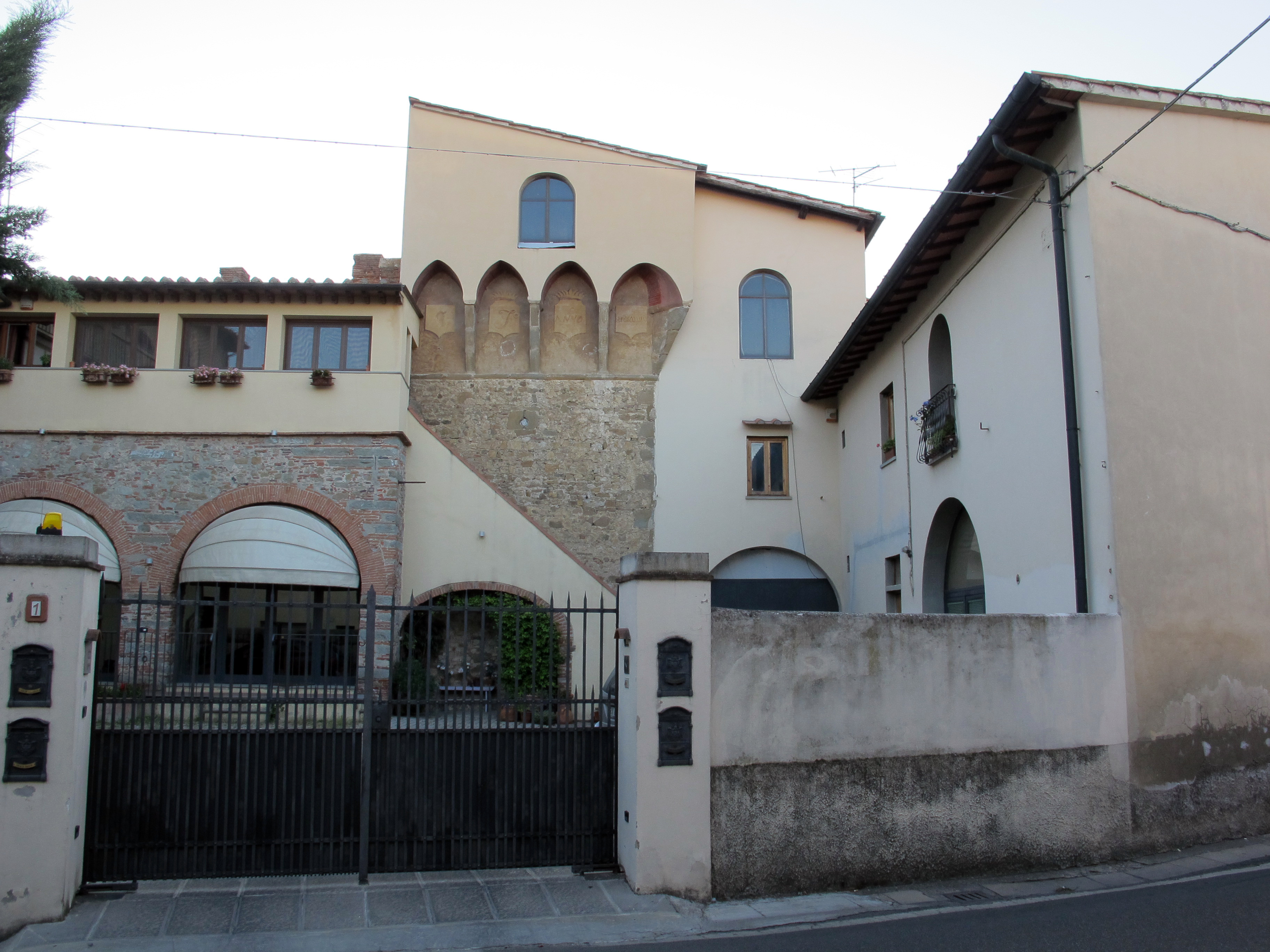
Torre Nord-Est
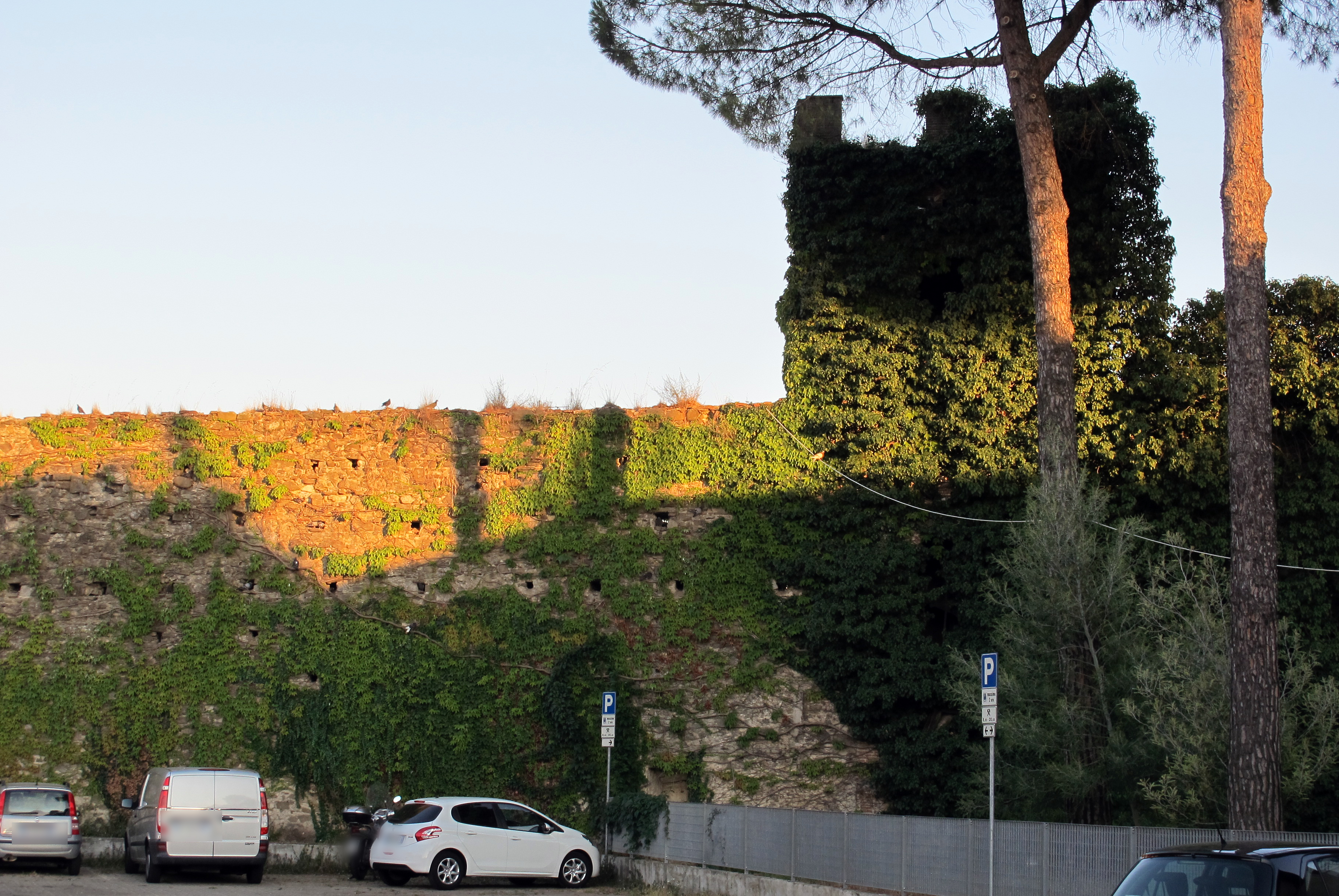
Torre Est
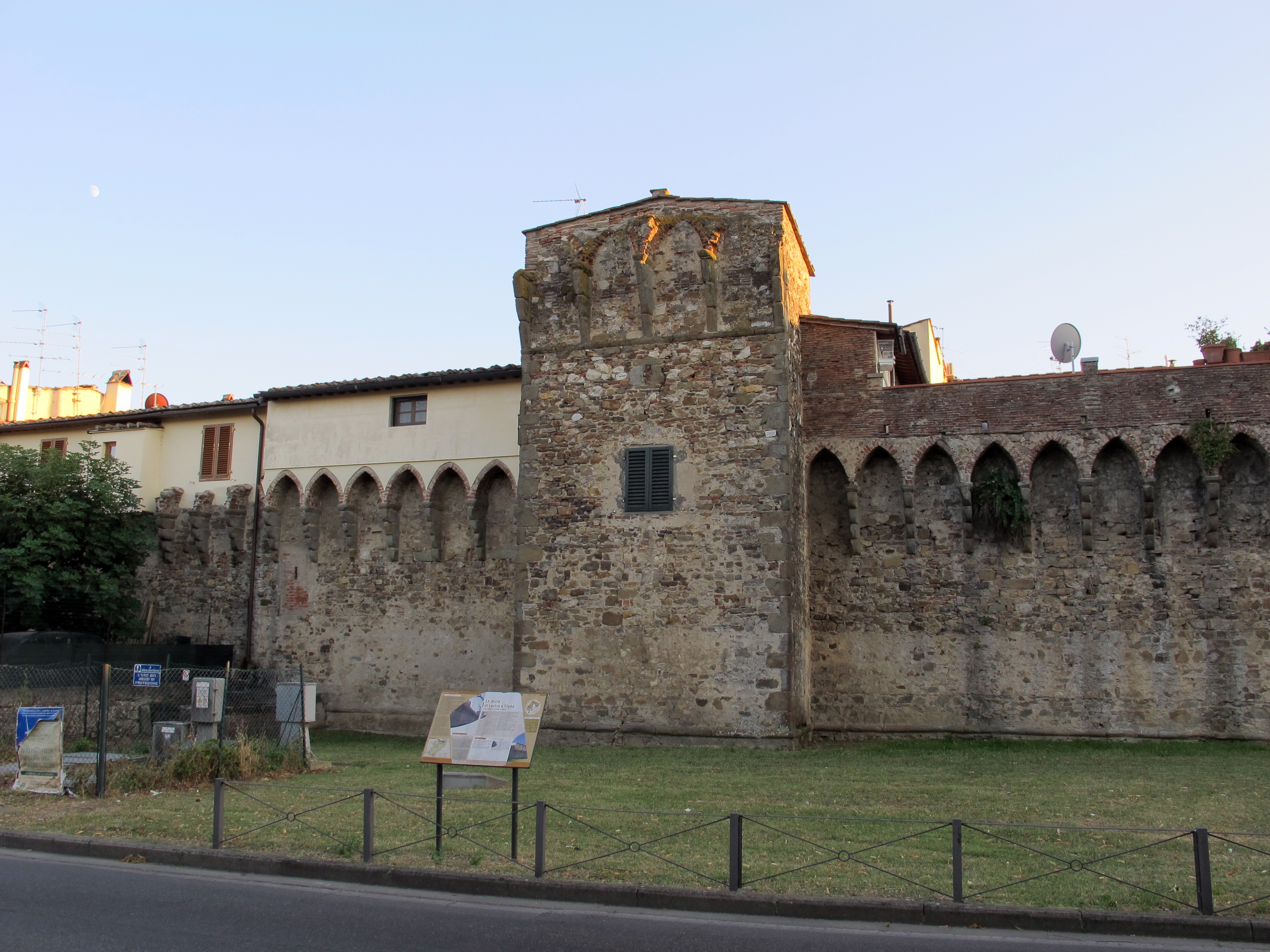
Torre Nord
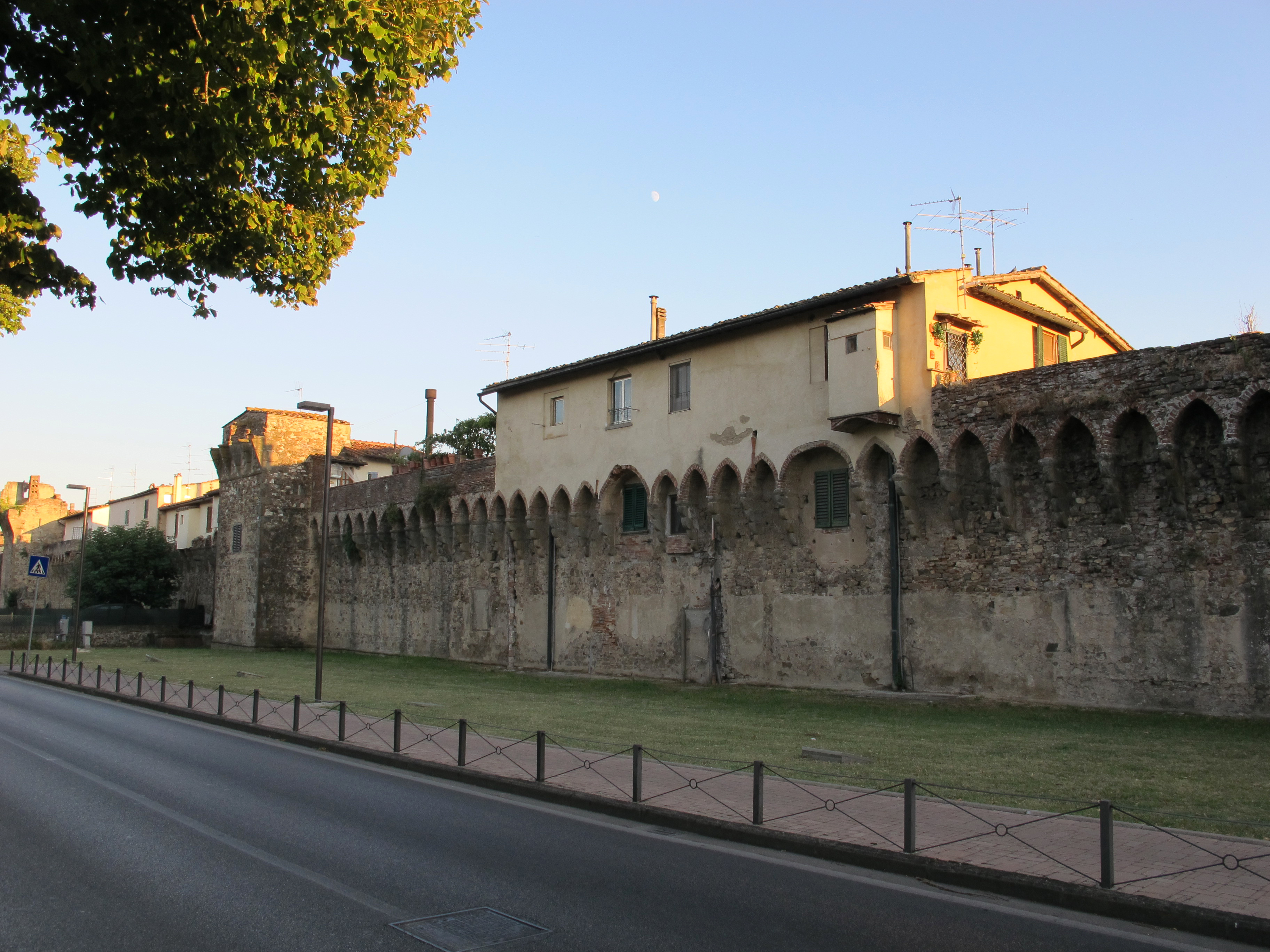
Mura, parte Nord
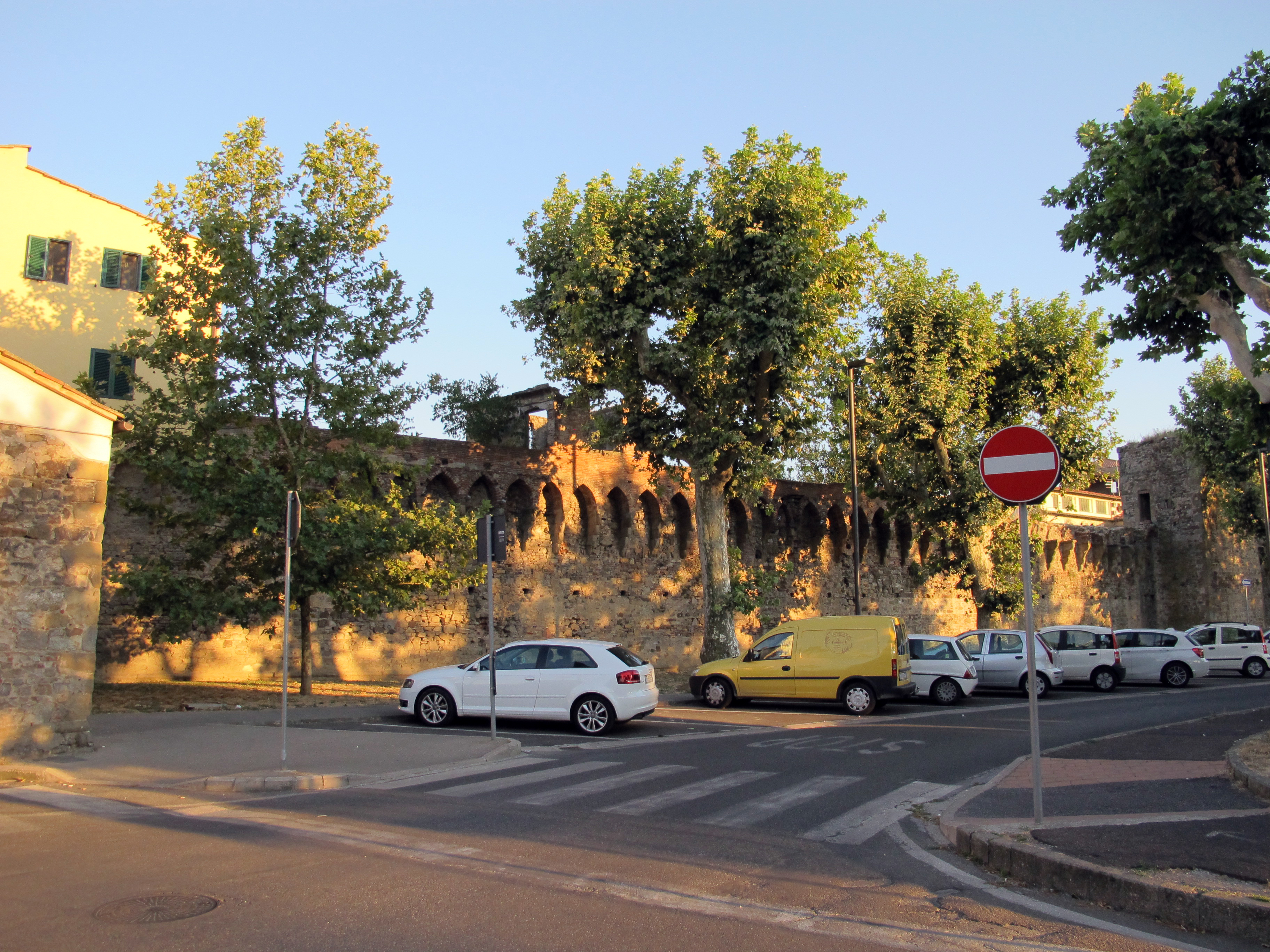
Mura, parte Ovest
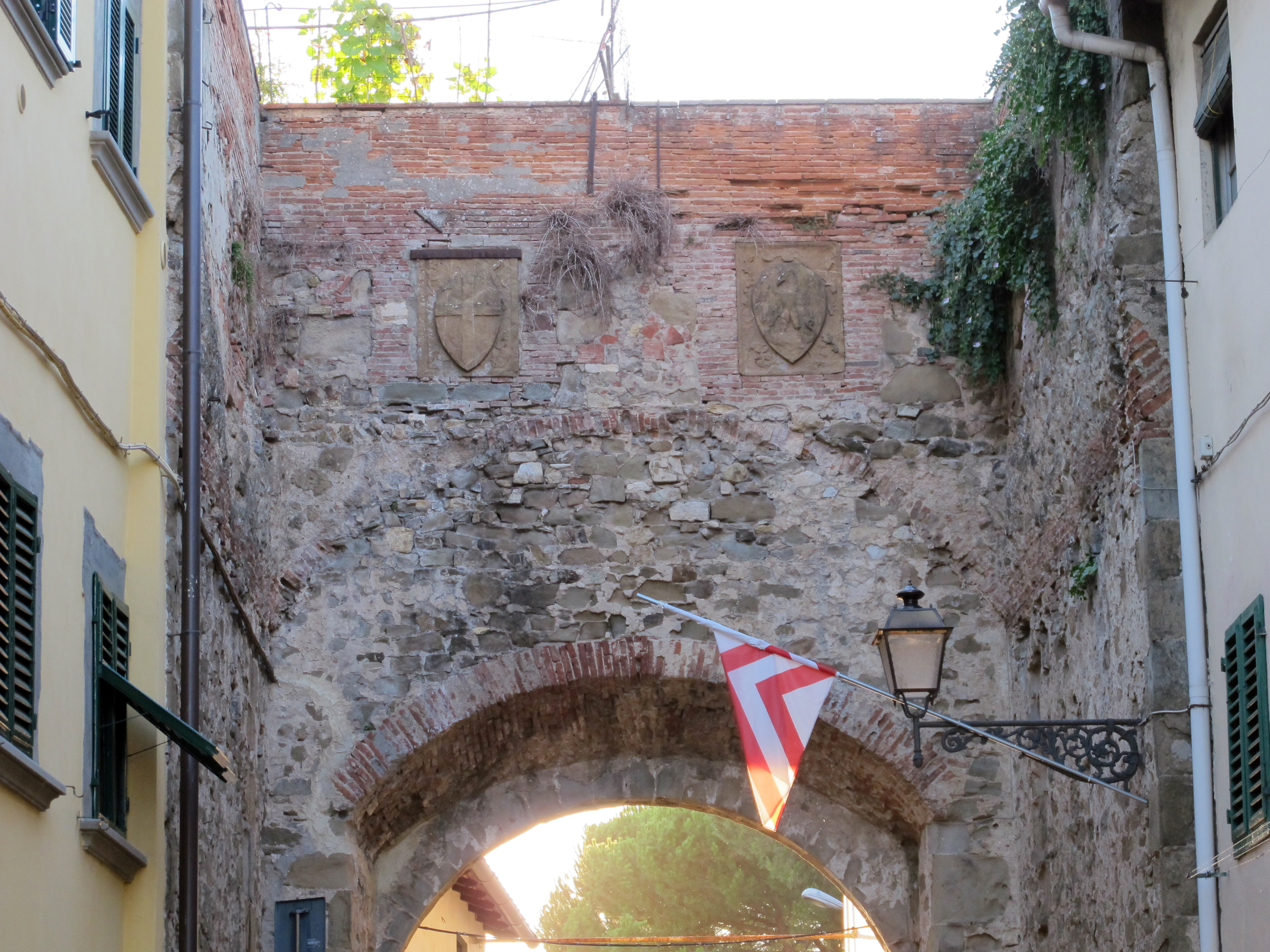
Dettagli di porta Pisana
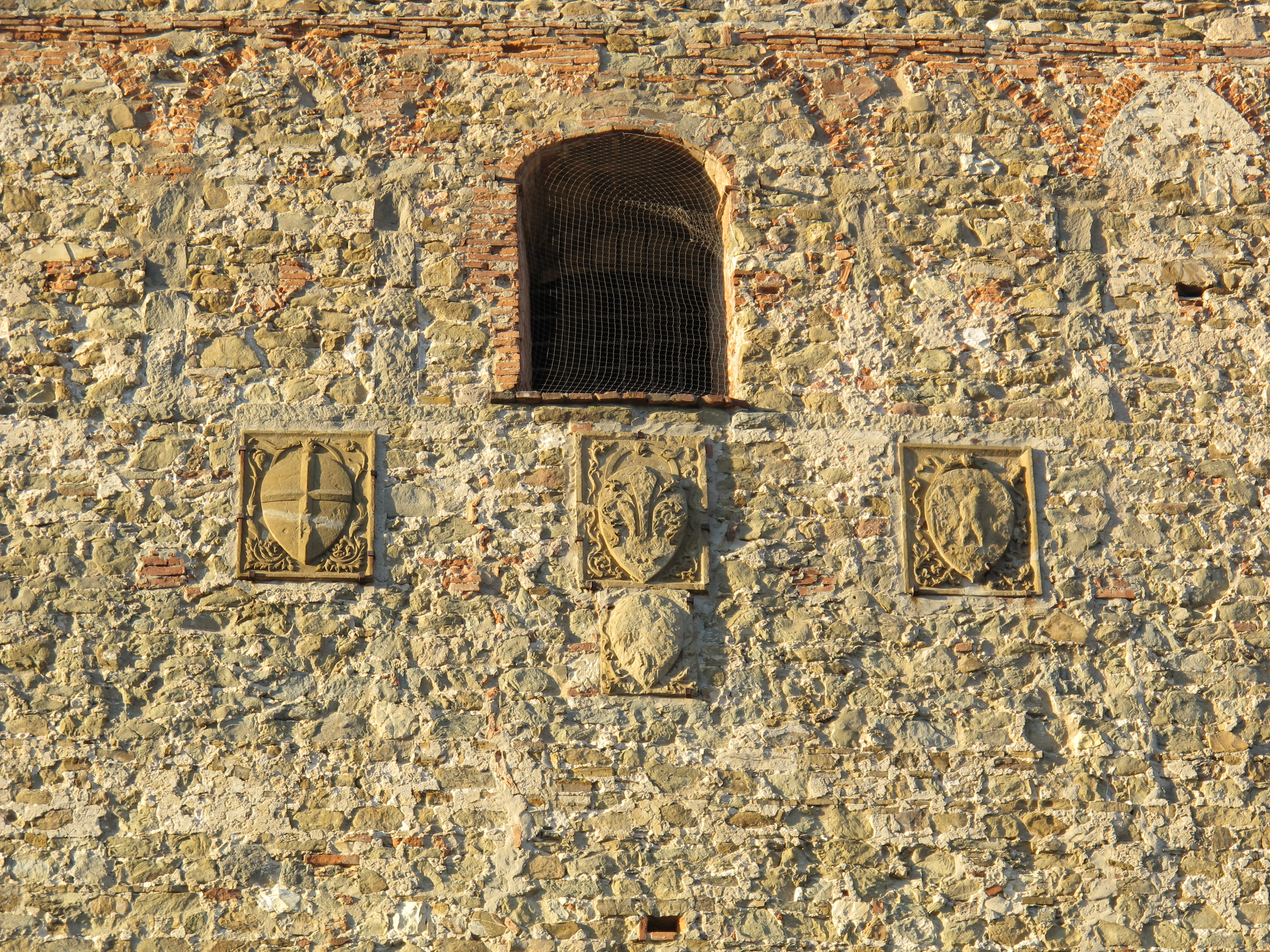
Dettagli del portone di Baccio